# Consell General del Charente

Logo del Consell General

Composició del Consell General del Charente

El Consell General del Charente (occità Conselh general de Charenta) és l'assemblea deliberant executiva del departament francès del Charente, a la regió de la Nova Aquitània.
La seu es troba a Angulema i des de 2004 el president és Michel Boutant (PS).

## Presidents del consell
- Michel Boutant (2004 -)
- Jean-Michel Bolvin (2003 - 2004)
- Jacques Bobe (1998 - 2003)
- Pierre-Rémy Houssin (1982-1998)

## Composició
El març de 2011 el Consell General del Charente era constituït per 35 elegits pels 35 cantons del Charente.
| Partit                            | Sigles | Electes |
| --------------------------------- | ------ | ------- |
| Majoria (23 escons)               |        |         |
| Partit Socialista                 | PS     | 17      |
| Divers Gauche                     | DVG    | 4       |
| Partit Comunista                  | PCF    | 2       |
| Partit Radical d'Esquerra         | PRG    | 2       |
| Oposició (12 escons)              |        |         |
| Unió pel Moviment Popular         | UMP    | 8       |
| Unió per a la Democràcia Francesa | UDF    | 2       |
| Divers Droite                     | DVD    | 2       |
| President del Consell General     |        |         |
| Michel Boutant (PS)               |        |         |